# 津屋弘逵
津屋 弘逵（つや ひろみち、1902年5月10日 - 1988年12月25日）は、日本の地質学者。
岐阜県出身。1926年東京帝国大学理学部地質学科を卒業。1937年理学博士の学位を取得。1930年、東京帝国大学地震研究所助教授に就任し、1940年に教授に昇格。1945年に研究所所長となる。1963年に定年退官し、東京大学名誉教授となる。
地質学的・岩石学的研究から富士山が3つの火山体からなることを解明した。1973年勲二等旭日重光章受勲、1978年度秩父宮記念学術賞受賞。

## 著書
- 『火山と温泉』著・絵 岩崎書店 少年の観察と実験文庫 1951
- 『大地の変化』三省堂出版 理科文庫 1951
- 『川・湖・海』岩崎書店 少年の観察と実験文庫 1952
- 『地学概説』東京同文書院 1971

共著
- 『地學概論』小林貞一,鈴木尚,木村健二郎,須藤俊男,萩原尊礼,芝本武夫,今井秀喜,辻村太郎, 三土知芳,高井冬二,松澤勳共著 朝倉書店 1949

## 論文
- 津屋弘逵